# Mansión de Vadakste
La Mansión de Vadakste (en letón: Vadakstes muiža; en alemán: Waddaxt) es una mansión en la parroquia de Vadakste, municipio de Saldus en la histórica región de Zemgale, en Letonia.

## Historia
La Mansión de Vadakste fue una propiedad de la familia noble von Bistram hasta principios del siglo XX. Una antigua mansión fue construida en la segunda mitad del siglo XVIII. Esta era una casa de mampostería de una planta. Con la construcción de una nueva mansión fue utilizada como casa para sirvientes. Elementos arquitectónicos conservados incluyen lujosas entradas de puertas y montajes de ventanas, en estilo clásico. Los modernos edificios domésticos fueron erigidos después, a principios del siglo XIX. 
Una nueva casa fue construida entre 1911 y 1914 en estilo neoclásico según el proyecto del arquitecto L. Reinir. Los interiores del edificio tienen algunas influencias de Art Nouveau. Los nichos del Salón Oval esconden estufas de cerámica con columnas. El salón principal con chimenea de Art Nouveau tiene una espaciosa escalera de madera que conduce al segundo piso.
Esa Nueva mansión fue construida en ocasión de la boda del barón Paul von Bistram con Eleonora von Behr. Desde 1923 el edificio alberga la Escuela Primaria de Vadakste. En el segundo piso de la mansión de Vadakste hay un depósito de antigüedades de los habitantes de la zona y atributos del periodo soviético.

## Parque de la mansión
El complejo de la mansión está rodeado por un parque del siglo XVIII-siglo XIX. Fue modernizado a principios del siglo XX por el barón von Bistram. Muchas especies raras de árboles y plantas todavía crecen aquí.